# Czarnokurz
Czarnokurz – północna część Mosiny, położona po zachodniej stronie linii kolejowej Poznań - Wrocław.